# Recanoz
Recanoz település Franciaországban, Jura megyében. Lakosainak száma 94 fő (2022. január 1.). Recanoz Bois-de-Gand, Lombard, Mantry, Vers-sous-Sellières, Vincent-Froideville és Arlay községekkel határos.

## Népesség
A település népessége az elmúlt években az alábbi módon változott:
| Lakosok száma | 68   | 46   | 52   | 63   | 91   | 89   | 90   | 91   | 92   | 94   |
|               | 1968 | 1982 | 1990 | 2006 | 2013 | 2015 | 2017 | 2019 | 2020 | 2022 |